# Lac Bréhat
Lac Bréhat är en sjö i Kanada.   Den ligger i regionen Nord-du-Québec och provinsen Québec, i den östra delen av landet, 900 km norr om huvudstaden Ottawa. Lac Bréhat ligger 554 meter över havet. Arean är 14,3 kvadratkilometer. Den sträcker sig 9,4 kilometer i nord-sydlig riktning, och 9,4 kilometer i öst-västlig riktning.
Omgivningarna runt Lac Bréhat är i huvudsak ett öppet busklandskap. Trakten runt Lac Bréhat är nära nog obefolkad, med mindre än två invånare per kvadratkilometer.